# Mike Nixon (homme politique)
Pour les articles homonymes, voir Mike Nixon et Nixon.
Mike Nixon est un homme politique (yukonnais) canadien. 
Il est élu député qui représente de la circonscription de Porter Creek Sud à l'Assemblée législative du Yukon lors de l'élection yukonnaise du 11 octobre 2011 et il est membre du caucus du Parti du Yukon.
Lors de l'Élection partielle du lundi 13 décembre 2010, il fait campagne en vue d'obtenir un siège à l'Assemblée législative sous la barrière du même parti. Il termine en troisième place contre la chef du NPD territoriale Elizabeth Hanson dans une course à trois dans la circonscription électorale de Whitehorse Centre.